# Thomaskantor
Thomaskantor (Cantor en Santo Tomás) es el nombre común que recibe el director musical del Thomanerchor, ahora un coro de niños internacionalmente conocido que fue fundado en Leipzig en 1212. El título histórico oficial en latín, Cantor et Director Musices hace referencia las dos funciones de cantor y director.

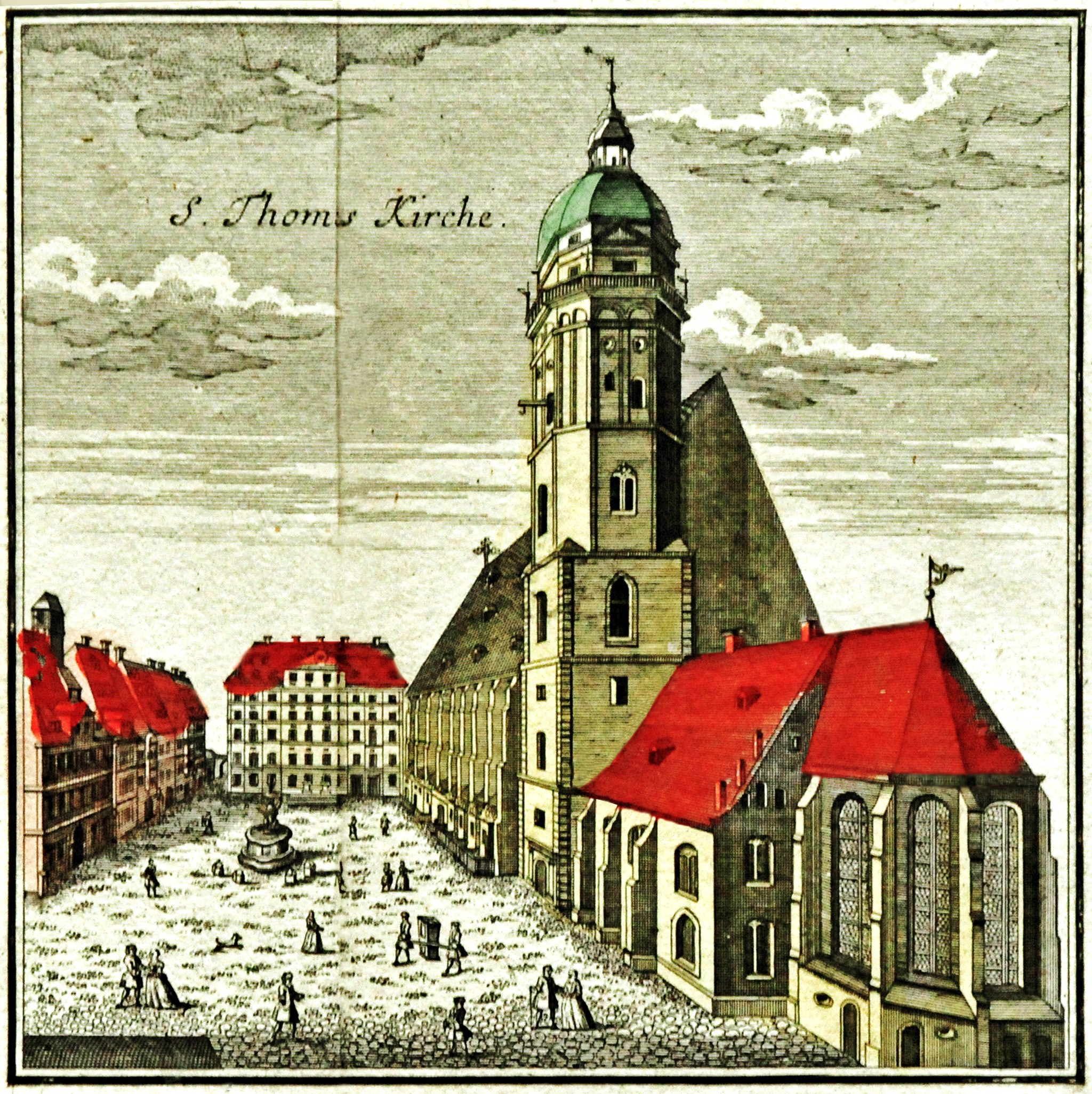
Thomaskirche, una de las cuatro iglesias de cuya música era responsable el Thomaskantor, 1749.

- Como cantor, debía preparar el coro para el servicio en cuatro iglesias luteranas: Thomaskirche (Santo Tomás), Nikolaikirche (San Nicolás), Neue Kirche (Nueva Iglesia) y Peterskirche (San Pedro).[2][3]
- Como director, debía organizar la música para ocasiones especiales de la ciudad, como las elecciones del concejo municipal y homenajes.[2] Las funciones relacionadas con la universidad tenían lugar en Paulinerkirche.

Johann Sebastian Bach fue el Thomaskantor más célebre desde 1723 hasta 1750.

## Puesto
Leipzig tiene una universidad que data de 1409, y es también un centro comercial, que alberga una feria de comercio mencionada por primera vez en 1165. Era mayormente luterana desde la Reforma. El puesto de Thomaskantor en la época de Bach fue descrito como "uno de los más respetados e influyentes cargos musicales de la Alemania protestante".
Los servicios religiosos en el Leipzig luterano, las lecturas y la música que requerían eran regulados en detalle. El Libro de Iglesia (Completo Libro de Iglesia, que contiene los evangelios y las epístolas para cada fiesta, domingo y día del Apóstol de todo el año...) enumera la lectura prescrita, que se repite cada año.  El año litúrgico empezaba con el primer domingo en Adviento y estaba dividido en días de fiesta, periodos de ayuno y el tiempo no festivo después del domingo de Trinidad. En música, no había música de concierto como una cantata durante el periodo de ayuno del Adviento y la Cuaresma. Se interpretaba música modesta durante la segunda mitad del año litúrgico, y música rica con instrumentación más compleja y más servicios por día en los días festivos. Navidad, Pascua y Pentecostés eran celebradas durante tres días cada una, y se observaban muchos otros días festivos. La biblioteca de Santo Tomás contenía obras en polifonía vocal del siglo XV en adelante.
El título histórico oficial en latín, Cantor et Director Musices hace referencia a las dos funciones de cantor y director. El Thomaskantor debía reportar al concejo municipal, al rector de la Thomasschule y al superintendente de la iglesia.
- Como cantor, el Thomaskantor tenía la responsabilidad de preparar el coro para los servicios religiosos en cuatro iglesias luteranas: las principales Thomaskirche (Santo Tomás) y Nikolaikirche (San Nicolás), pero también en Neue Kirche (Nueva Iglesia) y Peterskirche (San Pedro)[2][3][9][10] Asimismo, debía componer y hacerse cargo de las copias, ensayos e interpretaciones.[11] Además tenía que enseñar música y materias generales.[2] Debía tomar parte en el proceso de admisión de nuevos alumnos en la escuela.[12] El coro se dividía en grupos: los cantantes más avanzados interpretaban una cantata cada domingo, alternando entre Santo Tomás y San Nicolás; un segundo grupo cantaba en otra iglesia, y los principiantes en los días festivos en iglesias más pequeñas. En grandes festividades, la cantata era interpretada en ambas iglesias en un culto por la mañana en una y en un servicio de vísperas en la otra. El coro también actuaba en bodas y funerales, para obtener ingresos adicionales.[13]
- Como director de música, el Thomaskantor era "músico de alto nivel" de Leipzig, responsable de la música para ocasiones especiales de la ciudad, como las elecciones del concejo municipal y homenajes.[2] Las funciones relacionadas con la universidad tenían lugar en la Paulinerkirche (iglesia de San Pablo).

En la actualidad el Thomaskantor dirige la música en los cultos que se celebran en la Thomaskirche, incluyendo servicios vespertinos semanales llamados Motette, que a menudo contienen una cantata de Bach. También dirige al coro en grabaciones y giras.

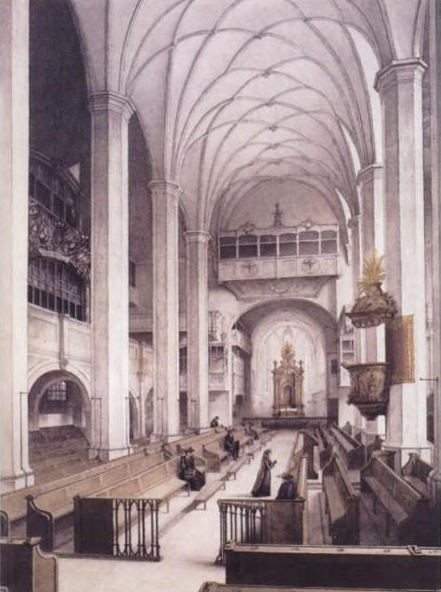
Thomaskirche, 1885
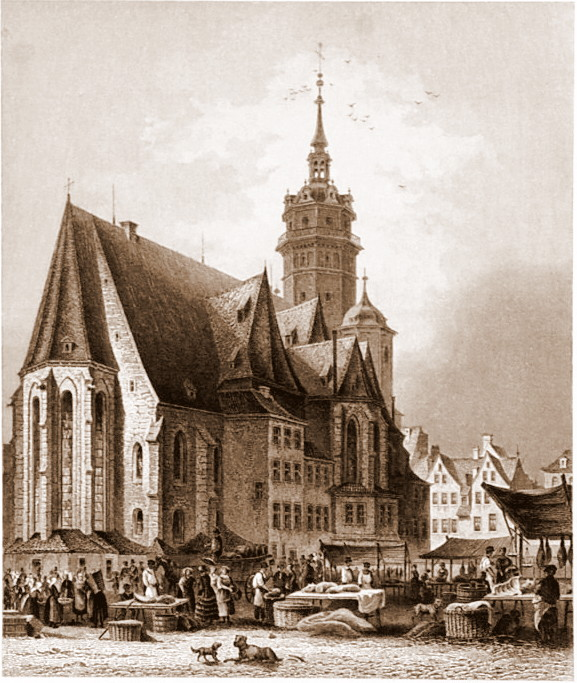
Nikolaikirche, ca. 1850
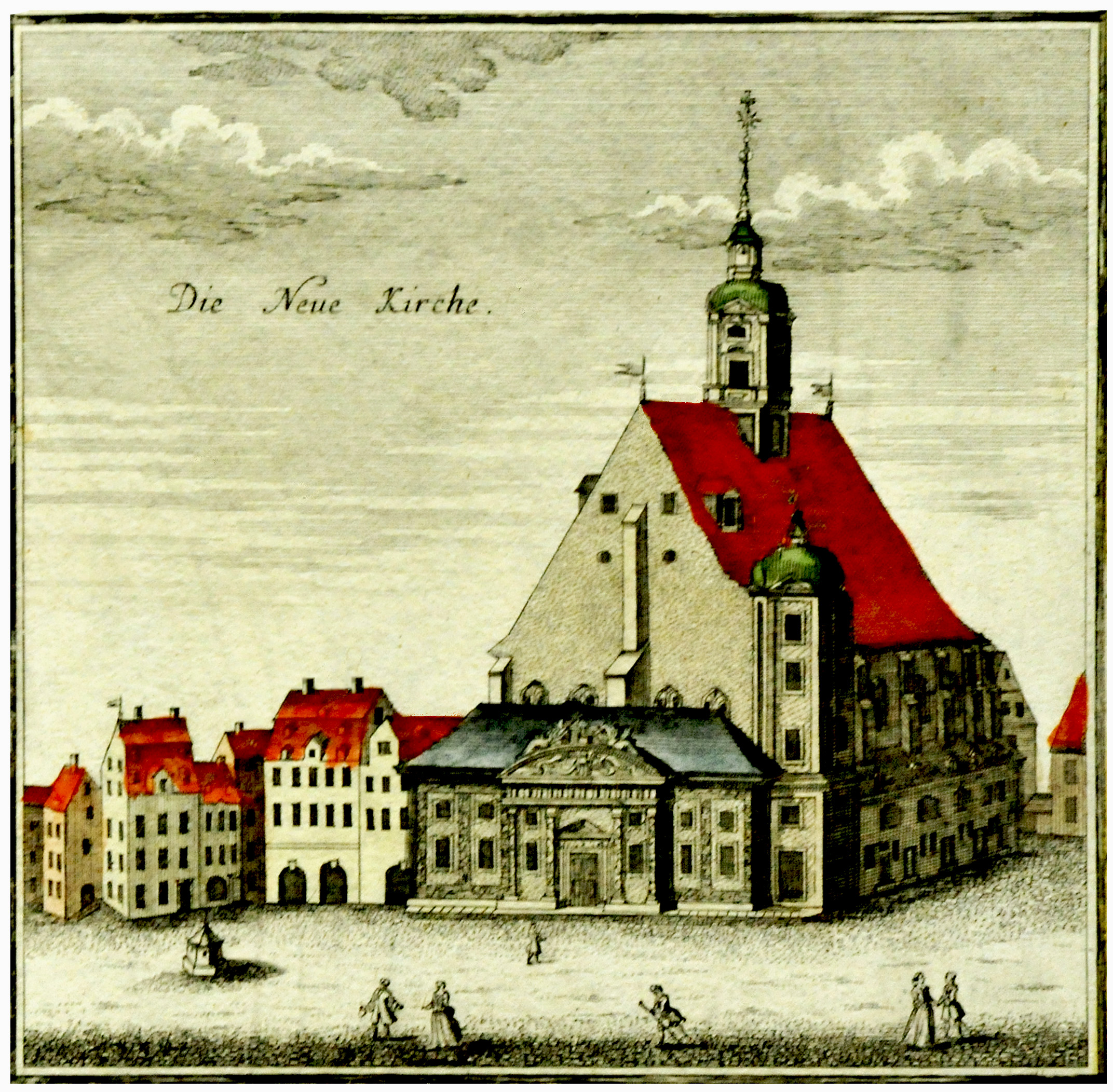
Neue Kirche, 1749
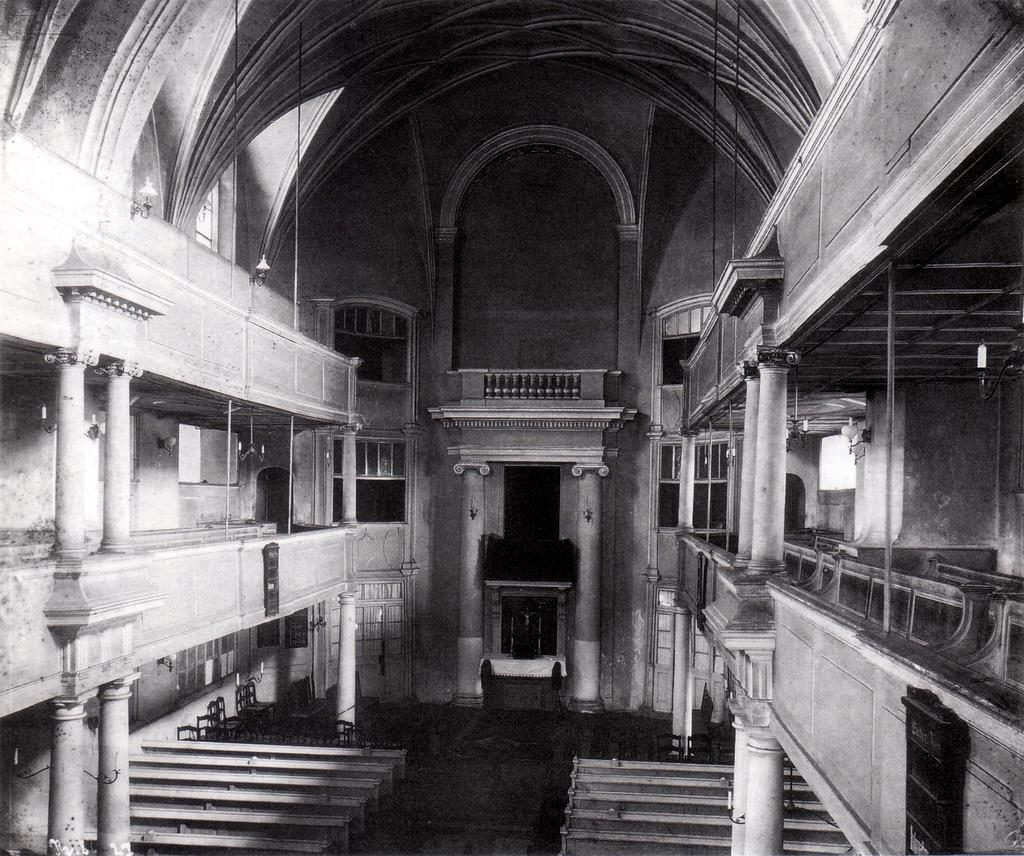
Peterskirche, antes de 1886
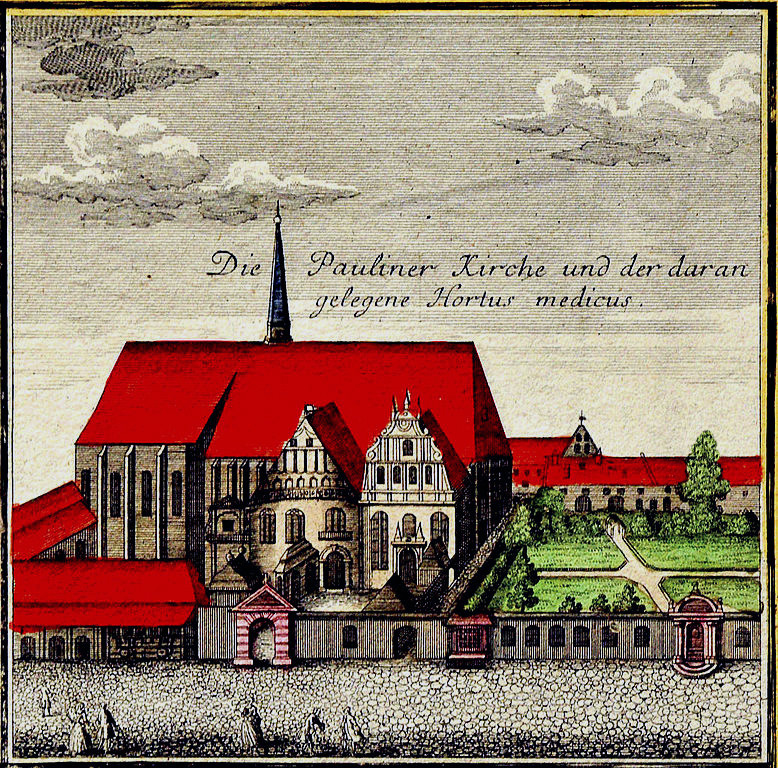
Paulinerkirche, 1749

## Titulares conocidos del puesto
La siguiente tabla muestra los nombres de los titulares conocidos que ocuparon este cargo, así como el periodo de tiempo que permanecieron en él, en orden cronológico desde la Reforma hasta hoy. 
| N.º | N.º tras Bach | Imagen | Nombre                    | Duración  | Nacimiento (a-m-d)                 | Muerte (a-m-d)            | Notas                                                  |
| --- | ------------- | ------ | ------------------------- | --------- | ---------------------------------- | ------------------------- | ------------------------------------------------------ |
| 1   |               |        | Georg Rhau                | 1518–1520 | 1488 Eisfeld                       | 1548-08-06 Wittenberg     |                                                        |
| 2   |               |        | Johannes Galliculus       | 1518–1520 | 1490 Dresde                        | 1550 Leipzig              |                                                        |
| 3   |               |        | Valerian Hüffeler         | 1526–1530 | 1500                               | 1550                      |                                                        |
| 4   |               |        | Johannes Hermann          | 1531–1536 | 1515 Zittau                        | 1593-04-22 Freiberg       |                                                        |
| 5   |               |        | Wolfgang Jünger           | 1536–1539 | 1517 Sayda                         | 1564-03-04 Großschirma    |                                                        |
| 6   |               |        | Johannes Bruckner         | 1539–1540 | 1501                               | 1549                      |                                                        |
| 7   |               |        | Ulrich Lange              | 1540–1549 | 1502                               | 1549 Leipzig              |                                                        |
| 8   |               |        | Wolfgang Figulus          | 1549–1551 | 1525 Naumburg                      | 1589 Meißen               |                                                        |
| 9   |               |        | Melchior Heger            | 1553–1564 | 1520 Brüx (hoy Most)               | 1564                      |                                                        |
| 10  |               |        | Valentin Otto             | 1564–1594 | 1529 Markkleeberg                  | 1594-04                   |                                                        |
| 11  |               |        | Sethus Calvisius          | 1594–1615 | 1556-02-21 Gorsleben               | 1615-11-24 Leipzig        |                                                        |
| 12  |               |        | Johann Hermann Schein     | 1615–1630 | 1586-01-20 Grünhain                | 1630-11-19 Leipzig        |                                                        |
| 13  |               |        | Tobias Michael            | 1631–1657 | 1592-06-13 Dresde                  | 1657-06-26 Leipzig        |                                                        |
| 14  |               |        | Sebastian Knüpfer         | 1657–1676 | 1633-09-06 Asch                    | 1676-10-10 Leipzig        |                                                        |
| 15  |               |        | Johann Schelle            | 1677–1701 | 1648-09-06 Geising                 | 1701-03-10 Leipzig        |                                                        |
| 16  |               |        | Johann Kuhnau             | 1701–1722 | 1660-04-06 Geising                 | 1722-06-05 Leipzig        |                                                        |
| 17  |               |        | Johann Sebastian Bach     | 1723–1750 | 1685-03-21 Eisenach                | 1750-07-28 Leipzig        |                                                        |
| 18  | 1             |        | Johann Gottlob Harrer     | 1750–1755 | 1703 Görlitz                       | 1755-07-09 Karlsbad       |                                                        |
| 19  | 2             |        | Johann Friedrich Doles    | 1756–1789 | 1755-04-23 Steinbach-Hallenberg    | 1797-02-08 Leipzig        |                                                        |
| 20  | 3             |        | Johann Adam Hiller        | 1789–1801 | 1728-12-25 Wendisch-Ossig          | 1804-06-16 Leipzig        | 1781–1785 Gewandhauskapellmeister                      |
| 21  | 4             |        | August Eberhard Müller    | 1801–1810 | 1767-12-13 Northeim                | 1817-12-03 Weimar         | 1810–1817 Großherzoglich- Sächsischer Hofkapellmeister |
| 22  | 5             |        | Johann Gottfried Schicht  | 1810–1823 | 1753-09-29 Reichenau               | 1823-02-16 Leipzig        |                                                        |
| 23  | 6             |        | Christian Theodor Weinlig | 1823–1842 | 1780-07-25 Dresde                  | 1842-03-07 Leipzig        | 1814–1817 Kreuzkantor                                  |
| 24  | 7             |        | Moritz Hauptmann          | 1842–1868 | 1792-10-13 Dresde                  | 1868-01-03 Leipzig        |                                                        |
| 25  | 8             |        | Ernst Friedrich Richter   | 1868–1879 | 1808-10-24 Großschönau             | 1879-04-09 Leipzig        |                                                        |
| 26  | 9             |        | Wilhelm Rust              | 1880–1892 | 1822-08-15 Dessau                  | 1892-05-02 Leipzig        |                                                        |
| 27  | 10            |        | Gustav Schreck            | 1893–1918 | 1849-09-8 Zeulenroda               | 1918-01-22 Leipzig        |                                                        |
| 28  | 11            |        | Karl Straube              | 1918–1939 | 1873-01-6 Berlín                   | 1950-04-27 Leipzig        |                                                        |
| 29  | 12            |        | Günther Ramin             | 1939–1956 | 1898-10-15 Karlsruhe               | 1956-02-27 Leipzig        |                                                        |
| 30  | 13            |        | Kurt Thomas               | 1957–1960 | 1904-05-25 Tönning                 | 1937-03-31 Bad Oeynhausen |                                                        |
| 31  | 14            |        | Erhard Mauersberger       | 1961–1972 | 1903-12-29 Mauersberg / Marienberg | 1982-12-11 Leipzig        |                                                        |
| 32  | 15            |        | Hans-Joachim Rotzsch      | 1972–1991 | 1929-04-25 Leipzig                 | 2013                      |                                                        |
| 33  | 16            |        | Georg Christoph Biller    | 1992–2015 | 1955-09-20 Nebra_(Unstrut)         |                           |                                                        |
| 34  | 17            |        | Gotthold Schwarz          | 2016–2021 | 1952-05-02 Zwickau                 |                           |                                                        |
| 35  | 18            |        | Andreas Reize             | 2021      | 1975-05-19 Soleura, Suiza          |                           |                                                        |